# Philippe Moureaux
Philippe Moureaux (Etterbeek, 12 de Abril de 1939 - Molenbeek-Saint-Jean, 15 de dezembro de 2018) foi um senador socialista belga, burgomestre de Molenbeek-Saint-Jean, historiador, o professor de Crítica histórico e de história econômica à l'Université Libre de Bruxelles e especialista dos Países Baixos austríacos.

## Ministro
Seu primeiro cargo no governo foi Ministro do Interior e Reforma Institucional no governo de Wilfried Martens (Martens III) em 1980. O nome de Moureaux foi anexado à loi contre le raciste et la xénophobie (Lei contra o Racismo e a Xenofobia) de 30 de julho de 1981 já que então servia como Ministro da Justiça.
Renunciando ao governo federal em 1993, a coalizão de Moureaux derrotou o atual prefeito de Molenbeek Léon Spiegels nas eleições municipais de 1994. Uma parte fundamental da campanha de Moureaux, então e desde então, foi o envolvimento de minorias étnicas na campanha, Mariem Bouselmati de Ecolo sendo o primeiro belga de origem marroquina eleito em Molenbeek. Em 2004, como senador, Moureaux apresentou a lei que concede o direito de voto aos estrangeiros nas eleições municipais.
No entanto, as tentativas de Moureaux de revitalizar o município não tiveram sucesso. Um exemplo foi a retirada da BBDO da cidade em junho de 2011. Em carta aberta dirigida a Moureaux, dez funcionários dessa agência de publicidade americana citaram mais de 150 ataques de moradores locais a seus funcionários como o principal motivo de sua saída. Como resultado, questões sérias foram levantadas sobre governança, segurança e administração do prefeito Moureaux.

## Publicações selecionadas
- Les comptes d'une société charbonnière à la fin de l'Ancien Régime (La société de Redemont à Haine-St-Pierre - La Hestre). Brussels, Palais des Académies, 1969. 248 p., illustrated, (Commission Royale d'Histoire).